# Władimir Kriuczkow
Władimir Aleksandrowicz Kriuczkow, ros. Владимир Александрович Крючков (ur. 29 lutego 1924 w Carycynie, zm. 23 listopada 2007 w Moskwie) – generał armii, polityk radziecki, funkcjonariusz radzieckich służb specjalnych KGB ZSRR, m.in. w latach 1974–1988 szef I Zarządu Głównego Komitetu Bezpieczeństwa Państwowego ZSRR (wywiad zagraniczny), następnie w latach 1988–1991 Przewodniczący Komitetu Bezpieczeństwa Państwowego ZSRR.

## Życiorys
W czasie II wojny światowej do 1943 pracował w zakładach zbrojeniowych, następnie przez rok kierował organizacją młodzieżową w wydziale budowlano-montażowym, a przez kolejny był pierwszym sekretarzem komitetu rejonowego Komsomołu w Wołgogradzie.
Od 1946 do 1947 pracował jako śledczy w prokuraturze rejonowej, następnie – do 1950 – był prokuratorem wydziału śledczego Wołgogradzkiej Prokuratury Okręgowej.
W 1949 ukończył Wszechzwiązkowy Zaoczny Instytut Prawa.
Do 1951 był prokuratorem rejonowym w Wołgogradzie, następnie do 1954 studiował w Wyższej Szkole Dyplomatycznej Ministerstwa Spraw Zagranicznych ZSRR.
W latach 1954–1959 był dyplomatą na Węgrzech. Po powrocie do ZSRR do 1967 był pracownikiem partyjnym – referentem, kierownikiem sektora, pomocnikiem sekretarza KC KPZR.
Od 1967 do 1971 był zastępcą Przewodniczącego KGB, szefem sekretariatu KGB; następnie do 1974 – pierwszym zastępcą szefa I Zarządu Głównego Komitetu Bezpieczeństwa Państwowego ZSRR (wywiadu).
Od 1974 do 1988 kierował wywiadem zagranicznym; od 1978 był jednocześnie zastępcą przewodniczącego KGB. Od 1986 był członkiem KC KPZR.
Od 11 października 1988 do 21 sierpnia 1991 kierował KGB; od 1989 do 1991 był członkiem Biura Politycznego KC KPZR.
W związku z wydarzeniami sierpniowymi 1991 był aresztowany i osadzony w więzieniu „Matrosskaja tiszina”. Później amnestionowany. Zmarł 23 listopada 2007 roku jako emerytowany generał armii.

## Odznaczenia
- Order Lenina – dwukrotnie;
- Order Rewolucji Październikowej;
- Order Czerwonego Sztandaru;
- Order Czerwonego Sztandaru Pracy – dwukrotnie;
- Order Znak Honoru
- Medal 100-lecia urodzin Lenina
- Medal „Za nienaganną służbę”
- Zasłużony Pracownik Bezpieczeństwa Państwowego
- Medale jubileuszowe.